# بشه لر
بشه لر هي قرية تقع في غلستان في إيران. يقدر عدد سكانها بـ 145 نسمة بحسب إحصاء 2016.